# Residencial Albaterra
Residencial Albaterra är en ort i Mexiko.   Den ligger i kommunen Zapopan och delstaten Jalisco, i den centrala delen av landet, 500 km väster om huvudstaden Mexico City. Residencial Albaterra ligger 1 656 meter över havet och antalet invånare är 274.
Terrängen runt Residencial Albaterra är kuperad åt nordost, men åt sydväst är den platt. Runt Residencial Albaterra är det tätbefolkat, med 709 invånare per kvadratkilometer. Närmaste större samhälle är Zapopan, 15,7 km söder om Residencial Albaterra. I omgivningarna runt Residencial Albaterra växer huvudsakligen savannskog.